# 唐憲
唐宪（?—?），字茂彝，唐朝并州晋阳县（今山西省太原市）人。凌烟阁功臣唐俭的兄弟，唐君彻的儿子，唐邕的孙子。
唐宪在隋朝为东宫左勋卫。太子杨勇被废，罢官归家。不重视细节，好驰猎，藏匿亡命，所交的都是博徒轻侠。李渊领太原，对他非常亲近，唐宪得以参与大议。李渊起兵，任命为正议大夫，在左右非常信任倚重。在李建成麾下担任左领大都督府长史，封安富县公。武德年间，进累云麾将军，加安富郡公。贞观年间，在金紫光禄大夫任上去世。其子唐思慎，官至左千牛；唐思廉，趙王府典軍。